# Det Russiske Museum
Det Russiske Museum er et museum i Sankt Petersborg i Rusland, der indeholder den største samling af russisk kunst på et museum. Museet blev grundlagt den 13. april 1895 af tsar Nikolaj 2. til minde om hans far, Alexander 3.
Museet har til huse i Mikhailovskijpaladset.
Datoen for stiftelsen af det internationale samfund "Friends of the Russian Museum" er den 19. marts 1997. Selskabet består af 400 personer, 85 firmaer og organisationer. Selskabet "Venner af det russiske museum" forener dem, der giver museet økonomisk, teknisk og organisatorisk bistand. Bestyrelsen ledes af V.P. Yevtushenkov